# Palaemonella atlantica
Palaemonella atlantica är en kräftdjursart som beskrevs av Lipke Bijdeley Holthuis 1951. Palaemonella atlantica ingår i släktet Palaemonella och familjen Palaemonidae. Inga underarter finns listade i Catalogue of Life.